# What's That Noise?
Albums de Coldcut
Some Like It Cold
(1990)
What's That Noise? est le premier album de Coldcut, sorti en 1989.

## L'album
Il comprend plusieurs invités célèbres : Lisa Stansfield chante sur People Hold On et My Telephone, Mark E. Smith de The Fall sur (I'm) In Deep, Junior Reid sur Stop This Crazy Thing, Queen Latifah sur Smoke Dis One et Yazz sur Doctorin' the House. Il fait partie des 1001 albums qu'il faut avoir écoutés dans sa vie. 

### Titres
1. People Hold On (avec Lisa Stansfield) (Matt Black, Jonathan More, Lisa Stansfield)  (3:58)
2. Fat (Party & Bullshit) (4:17)
3. (I'm) In Deep (avec Mark E. Smith) (Matt Black, Kevin Foakes, Jonathan More, Mark E. Smith)  (5:08)
4. My Telephone (avec Lisa Stansfield) (Matt Black, A. Devaney, Kevin Foakes, Jonathan More)  (4:54)
5. Theme From Reportage  (Matt Black, Kevin Foakes, Jonathan More) (1:35)
6. Which Doctor?  (Matt Black, Kevin Foakes, Jonathan More) (4:30)
7. Stop This Crazy Thing (avec Junior Reid) (Matt Black, Kevin Foakes, Jonathan More)  (5:15)
8. No Connection  (Matt Black, Kevin Foakes, Jonathan More) (3:34)
9. Smoke Dis One (Matt Black, Kevin Foakes, Jonathan More, Dana Owens) (4:40)
10. Doctorin' The House (Say R) (avec Yazz) (4:35)
11. What's That Noise? (Matt Black, Kevin Foakes, Jonathan More)  (2:28)
12. Beats & Pieces (Matt Black, Jonathan More) (6:00)
13. Stop This Crazy Thing (Adrian Sherwood) (7:00)
14. Maker Brake
15. Greedy's Back
16. Drawmasters Squeeze
17. Trak 22

### Musiciens
- Jonathan More : boîte à rythme (programmation), basse, percussions, claviers, platine
- Matt Black : synthétiseur, boîte à rythme (programmation), claviers, platine
- Lisa Stansfield : voix
- Ian Devaney : piano, claviers
- John Jamieson : claviers
- Junior Reid : voix
- Snowboy : percussions
- Mark E. Smith : voix
- Cleveland Watkiss : voix
- Queen Latifah : voix, rap
- Yasmina Evans : voix